# Tabernanthe iboga
L'iboga (Tabernanthe iboga Baill., 1888) è un arbusto perenne della famiglia delle Apocinacee, originario dell'Africa centro-occidentale.
Questa specie ha proprietà allucinogene: se presa in piccole dosi, l'iboga stimola il sistema nervoso centrale; se presa in dosi maggiori, provoca visioni. Nelle zone dell'Africa in cui cresce la pianta, la sua corteccia viene masticata per scopi terapeutici e rituali. Le radici contengono almeno 12 alcaloidi. Tra questi, l'ibogaina è usata anche per il trattamento dell'abuso di sostanze stupefacenti.

## Descrizione
Normalmente cresce fino a 2 metri. Nelle giuste condizioni, può raggiungere un'altezza di 10 metri. Ha delle piccole foglie verdi. I fiori sono bianchi e rosa, i frutti sono arancioni ed hanno una forma ovale. Le sue radici gialle contengono diversi alcaloidi: in particolare l'ibogaina, che si trova maggiormente concentrata negli strati esterni. La radice, di sapore amaro, provoca una sensazione anestetica nella bocca e ridotta sensibilità della pelle.

## Storia
Si ritiene che i Pigmei utilizzino la radice di iboga da migliaia di anni.
Nel 1864, il chirurgo della marina militare francese Griffon du Bellay portò in Europa due esemplari della pianta, raccolti in Gabon. Durante la sua esplorazione, venne a conoscenza dell'utilizzo della radice come stimolante e afrodisiaco.
Scrisse della pianta:
"La radice di questa pianta è la parte che i gabonesi mangiano. Dicono che è inebriante, afrodisiaca, e che, con essa, non avvertono la necessità di dormire."
Nel 1889, il professor Henri Baillon del Muséum national d'histoire naturelle di Parigi fornì la prima descrizione botanica della pianta, che chiamò Tabernanthe iboga.
Nel 1901, J. Dybowski ed E. Landrin isolarono e cristallizzarono, per la prima volta, un alcaloide contenuto nella pianta, chiamandolo ibogaina.
L'uso della pianta fu consigliato per il trattamento della neurastenia e durante la convalescenza da Pouchet e Chevallier (1905). Kuborn ne consigliò l'uso nel trattamento dei disturbi del sonno.
Nel 1939, un estratto di Tabernanthe manii - l'unica altra specie del genere Tabernanthe ad avere proprietà psicoattive - venne commercializzato in Francia dal laboratorio Houdé, sotto forma di compresse da 8 mg di principio attivo, con il nome di Lambarene: uno stimolante neuromuscolare per il trattamento della stanchezza, della depressione e per il ricovero da malattie infettive. Intorno al 1966, venne ritirato dal mercato a causa degli eccessivi stimoli cardiaci che provocava in alcuni pazienti.

## Uso tradizionale
L'albero di iboga è il pilastro centrale della religione Bwiti praticata nell'Africa centro-occidentale: principalmente in Gabon, in Camerun e nella Repubblica del Congo. I buitisti ritengono che l'arbusto sia l'Albero della Conoscenza di cui parla la Bibbia. Le radici della pianta vengono utilizzate in varie cerimonie. L'iboga viene presa in dosi massicce dagli iniziati al momento di entrare nella religione. Viene mangiata in quantità minori in occasione di rituali e danze tribali, che si tengono, solitamente, nottetempo. I Bwiti sono stati oggetto di una persecuzione da parte di missionari cattolici, che ancora oggi si oppongono con decisione alla diffusione del loro movimento religioso. Léon M'ba, prima di diventare il primo Presidente del Gabon nel 1960, difese la religione Bwiti e l'uso dell'iboga nel periodo in cui la Francia aveva controllo sulle proprie colonie in Gabon.
Il 6 giugno 2000, il Consiglio dei ministri della Repubblica del Gabon ha dichiarato la Tabernanthe iboga un tesoro nazionale.

## Trattamento della dipendenza da stupefacenti
Riconosciuta dal Ministro della Salute della Costa Rica come trattamento per la dipendenza da droghe, al di fuori dell'Africa, gli estratti di iboga e l'ibogaina purificata sono usati nel trattamento della dipendenza da oppiacei, eroina, cocaina, etanolo, tabacco. La terapia può durare diversi giorni e il soggetto, generalmente, non è più fisicamente dipendente dalla sostanza di cui abusava. Un paziente che precedentemente aveva seguito una cura a base di metadone ha affermato - nel corso della trasmissione olandese Twee Vandaag - di aver raggiunto, con l'ibogaina, una condizione che normalmente avrebbe raggiunto in tre mesi, ma senza l'agonia provocata da crisi d'astinenza. È stato osservato che l'ibogaina può aiutare anche ad interrompere la dipendenza da alcol e nicotina. A supporto delle qualità terapeutiche dell'ibogaina vi sono centinaia di articoli sottoposti a revisione paritaria, ma non sono stati portati a termine degli studi clinici formali.